# 文学少女の歌集
『文学少女の歌集』（ぶんがくしょうじょのかしゅう）は、堀江由衣の10枚目のオリジナルアルバムである。2019年7月10日にKING AMUSEMENT CREATIVEから発売された。

## 解説
前作『ワールドエンドの庭』から約4年半ぶり、スターチャイルドレーベル廃止後初となるオリジナルアルバム。
新曲10曲とシングル「Stay With Me」「アシンメトリー」を含めた12曲に加え前作『ワールドエンドの庭』収録の「Stand up!」の新録音源も収録。作家陣でも堀江の楽曲ではお馴染みとなった、あさのますみや清竜人の他に同じ声優の藤田咲が作詞に初参加、また堀江自身も2曲作詞を担当している。

販売形態は初回限定盤と通常盤の2種リリースで、初回盤には別冊写真集付が封入。

## 収録曲
| #         | タイトル                                                           | 作詞           | 作曲               | 編曲               | 時間  |
| --------- | ------------------------------------------------------------------ | -------------- | ------------------ | ------------------ | ----- |
| 1.        | 「光の海へ」                                                       | 中野領太       | 中野領太           | 中野領太           | 4:32  |
| 2.        | 「Sunflower」                                                      | 堀江由衣       | 和田敏明           | 和田敏明           | 4:07  |
| 3.        | 「朝顔」                                                           | キクイケタロウ | キクイケタロウ     | 伊勢佳史           | 4:21  |
| 4.        | 「never ever」                                                     | 南野Emily      | 青木宏憲・廣澤優也 | 廣澤優也・青木宏憲 | 4:49  |
| 5.        | 「キミイロ」                                                       | 藤田咲         | HaTo               | ラムシーニ         | 4:03  |
| 6.        | 「アシンメトリー」                                                 | atsuko         | atsuko・KATSU      | KATSU              | 4:27  |
| 7.        | 「夏の音を残して」                                                 | 山崎寛子       | 山崎寛子           | 山崎寛子           | 4:25  |
| 8.        | 「この町の丘から」                                                 | あさのますみ   | 大川茂伸           | 大川茂伸           | 4:40  |
| 9.        | 「小さな勇気」                                                     | eNu            | 川島弘光           | 川島弘光           | 3:33  |
| 10.       | 「Stay With Me」                                                   | 伊藤賢         | 伊藤賢             | 大川茂伸           | 4:18  |
| 11.       | 「春夏秋冬」                                                       | 清竜人         | 清竜人             | 清竜人             | 4:43  |
| 12.       | 「単線パレード」                                                   | 堀江由衣       | 土川大輔           | 土川大輔           | 3:24  |
| 13.       | 「Stand Up！-白猫プロジェクト 5th Anniversary ver.-」(Bonus Track) | あさのますみ   | 大川茂伸           | 菊谷知樹           | 4:50  |
| 合計時間: | 合計時間:                                                          | 合計時間:      | 合計時間:          | 合計時間:          | 56:12 |

## 参加ミュージシャン
| 光の海へ - Programming＆All Instruments：中野領太 Sunflower - All Instruments：和田敏明 朝顔 - Violin：中島優紀 - All Other Instruments：伊勢佳史 never ever - Guitar：HaTo - E.Bass：土井達也 - All Other Instruments：青木宏憲・廣澤優也 キミイロ - Guitar：HaTo - All Other Instruments：ラムシーニ アシンメトリー - E.Guitar,A.Guitar,Piano＆Synthesizer Programming：KATSU - Instrumental Programming,Chorus Arrange,A.Piano：蓮沼健介 - Percussion：小島“じんぼちゃん”億洋 - E.Bass：IKUO - E.Guitar＆A.Guitar：長澤孝志 - Horn Arrangements＆All Horn Play：YOKAN - Strings：真部裕Strings - Cello：江口心一 | 夏の音を残して - Strings：吉田宇宙Strings - Guitars：菊谷知樹 - Keyboards,Strings Arrange＆All Other Instruments：山崎寛子 この町の丘から - Guitars：小野寺明敏 - Strings：伊藤佳奈子Strings - All Other Instruments：大川茂伸 小さな勇気 - All Instruments：川島弘光 Stay With Me - Guitars：マコト - Strings：KANAStrings - Rhythm Programming：サタン井上 春夏秋冬 - Programming＆Keyboards：清竜人 - Guitars：嘉口雄矢 - E.Bass：岩永真奈 - Strings：室屋光一郎Strings 単線パレード - All Instruments：土川大輔 Stand Up！-白猫プロジェクト 5th Anniversary ver.- - Strings：室屋光一郎Strings - Guitar,String Arrange＆All Other Instruments：菊谷知樹 |